# 元石炫
元 石炫（ウォン·ソクヒョン、朝鮮語: 원석현、1969年 〜 ）は、大韓民国の韓国放送公社 (KBS) 所属のアナウンサー。

## 学歴
- 平沢高等学校（朝鮮語版）
- 韓国外国語大学校 ロシア語科

## 経歴
- 1995年 22期 KBS 公採のアナウンサー (KBS清州放送総局 地域の勤務)